# Sacco edilizio di Messina
Viene definito sacco edilizio di Messina quel fenomeno che contestualizza alcune caratteristiche del boom edilizio che riguardò l'Italia fra gli anni 50 e gli anni 70, e che a Messina causò la perdita di numerose pregevoli opere architettoniche, alcune delle quali sopravvissute al terremoto del 1783, al terremoto del 1908 e ai bombardamenti del 1943, a causa di discutibili iniziative private e di mancanza di tutela pubblica.

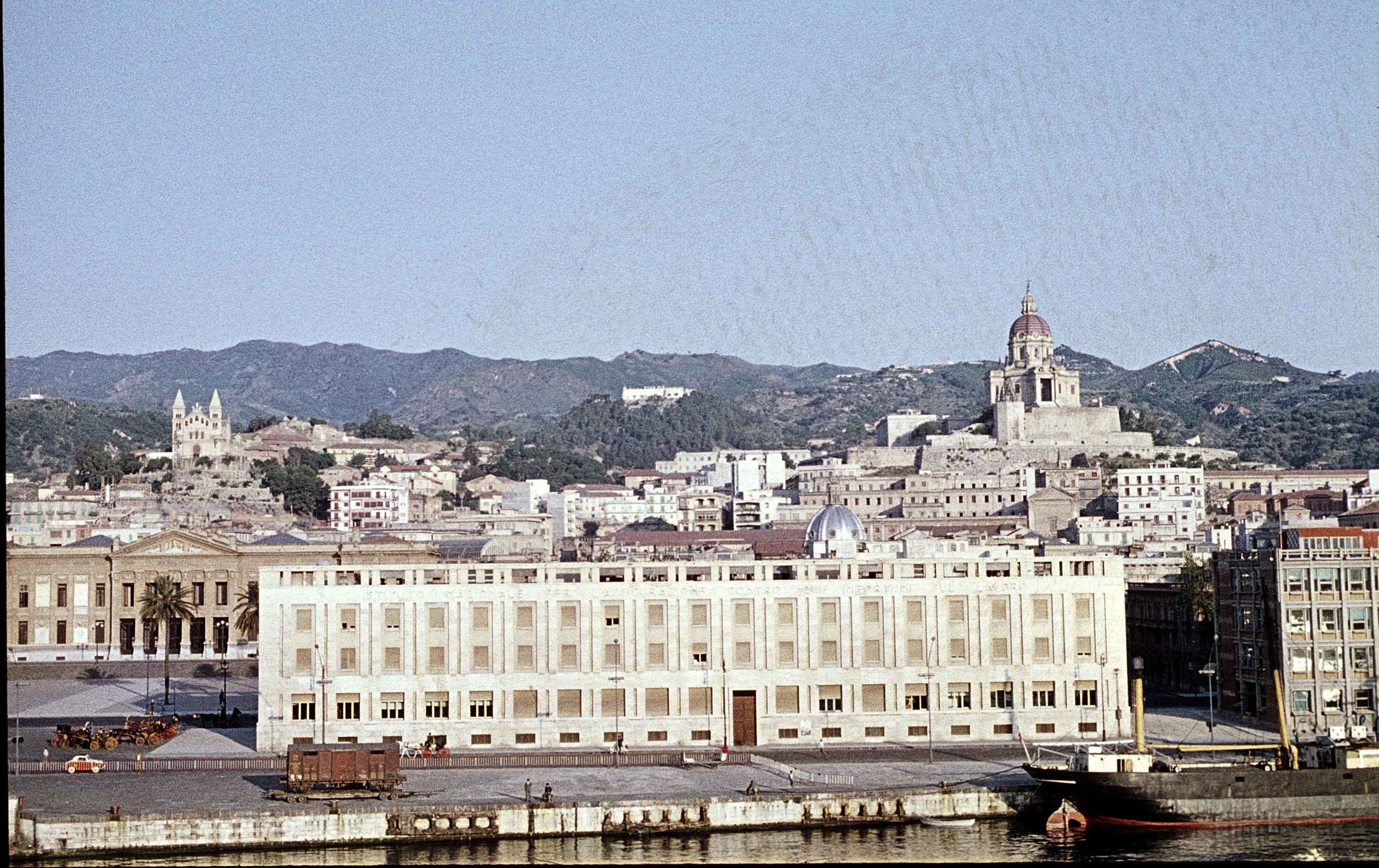
La città di Messina vista dal mare, negli anni '60

## Antefatti
La città di Messina nel corso della sua storia ha cambiato conformazione urbanistica innumerevoli volte, a causa delle calamità che ne hanno contraddistinto il trascorso, quali terremoti, alluvioni, battaglie e bombardamenti. Tuttavia negli anni che seguirono il terremoto del 1908, la città fu protagonista di una imponente ricostruzione ed espansione. Essendo la città semi-distrutta la pianta urbana del centro storico fu quasi totalmente stravolta, e dunque a Messina, ad oggi è quasi impossibile identificare vicoli stretti o lunghe catene di palazzi adiacenti tipici di altre città siciliane che hanno mantenuto una pianta medievale e/o rinascimentale. La città venne ricostruita con pianta regolare e dotata di vie principali larghe, con numerose traverse. Gli isolati del centro storico furono edificati quasi totalmente in stile liberty, da architetti di notevole fama, come: Gino Coppedè, Ernesto Basile, Cesare Bazzani, Achille Manfredini, Antonio Zanca, Marcello Piacentini, Giuseppe Samonà, Camillo Autore ed il messinese Camillo Puglisi Allegra.
Messina pur avendo perso gran parte del patrimonio architettonico antecedente al '900 fu comunque ricostruita con una certa cura dei dettagli e del pregio architettonico guadagnandosi l'appellativo di "città giardino", ma fu in seguito scempiata dal boom edilizio che la prese d'assalto tra gli anni '50 e '70.

## Opere architettoniche perdute

### Teatro Peloro
Oltre al ben più antico Teatro Vittorio Emanuele, Messina poteva contare anche su un altro importante teatro storico: il "Peloro". Situato in via Tommaso Cannizzaro, fu edificato alla fine degli anni Venti seguendo il progetto dell’architetto Achille Manfredini. L’edificio, in stile neoclassico e articolato su tre livelli, ospitò numerose esibizioni di artisti di rilievo nazionale, testimoniando la vivacità culturale che caratterizzava la città. Durante la seconda guerra mondiale subì gravi danni a causa dei bombardamenti, ma fu successivamente restaurato e adibito anche a sala cinematografica. All’inizio degli anni Sessanta, fu abbattuto in seguito a discutibili interventi urbanistici, per essere rimpiazzato da un anonimo edificio. Con la sua distruzione, Messina perse un prezioso bene artistico e un importante punto di riferimento per la vita culturale cittadina.

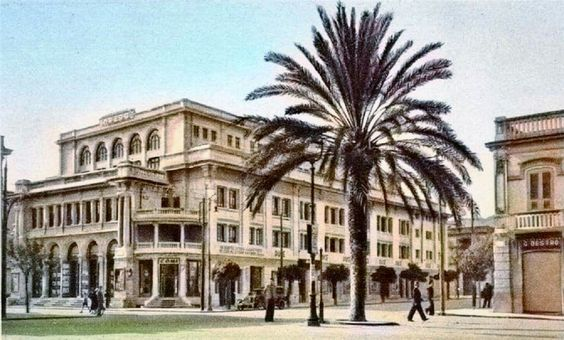
Il Cine-teatro Peloro

### Palazzo Fiorentino
Il Palazzo Fiorentino è stato un palazzo della città di Messina. Il palazzo fu edificato nei primi anni del XVIII secolo e si trovava nell'esatto incrocio tra Via I Settembre e Via Garbialdi, in pieno centro storico. Nonostante fosse stato progettato dal messinese Filippo Juvarra, considerato uno dei migliori architetti della storia, e pur avendo resistito al terremoto del 1783, al terremoto del 1908 ed ai bombardamenti del 1943, venne demolito a fine anni 50. Al suo posto adesso sorge un mediocre edificio di nessuna rilevanza architettonica completamente fuori contesto.

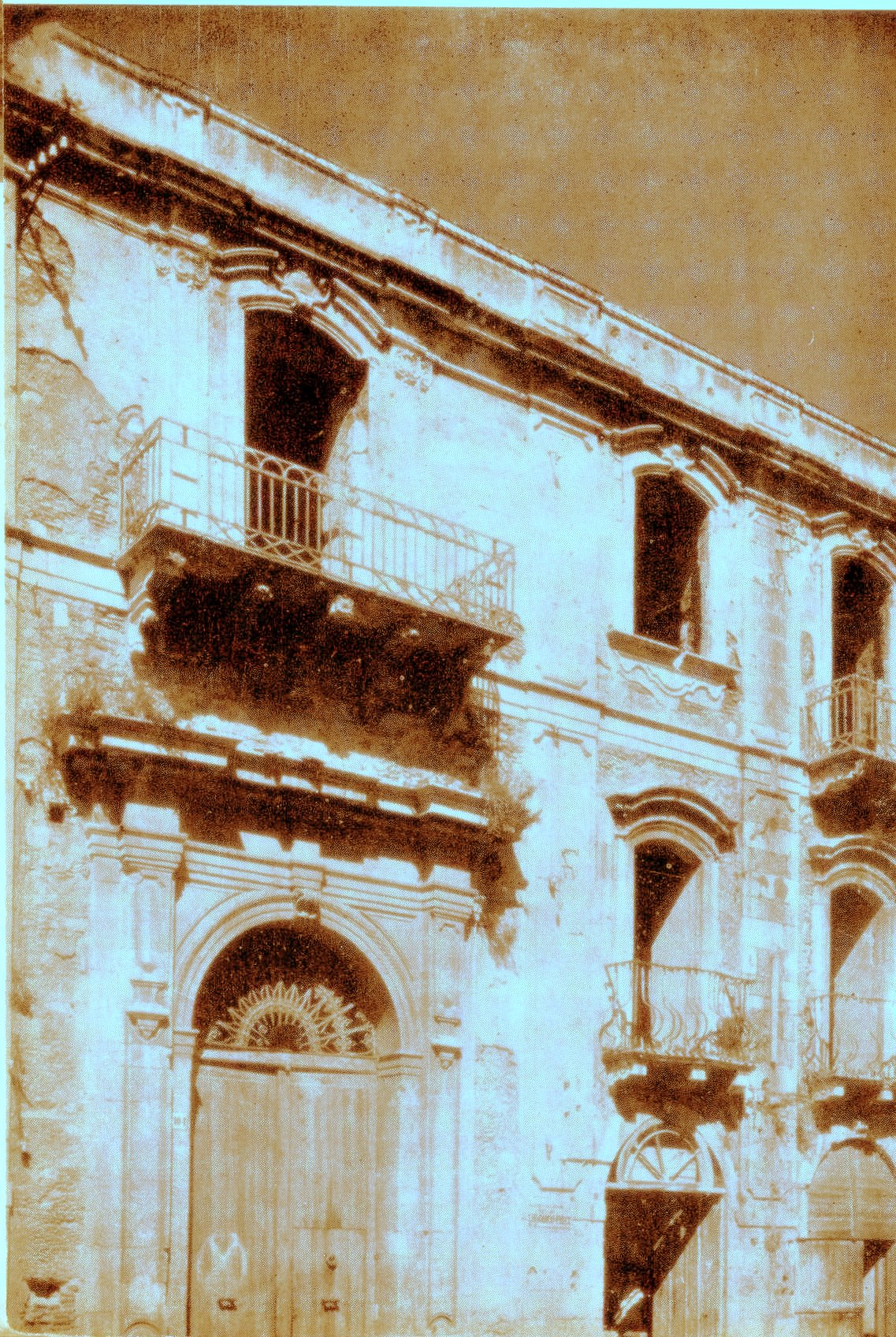
Palazzo Fiorentino, danneggiato dai bombardamenti

### Collegio dei Gesuiti
Fino agli anni '70, in città sorgeva il Collegio dei Gesuiti-Sant’Ignazio, progettato da Antonio Zanca, lo stesso architetto autore del palazzo comunale. Si trattava di un imponente complesso in stile arabo-normanno, al quale era annessa anche una chiesa. Nel 1975, l’area fu ceduta dalla comunità religiosa a privati, e poco tempo dopo al posto dello storico edificio fu realizzato un comune palazzo destinato ad attività commerciali. Un intervento pubblico avrebbe potuto salvarlo dalla demolizione, ma all’epoca non si riuscì a intraprendere un percorso alternativo.

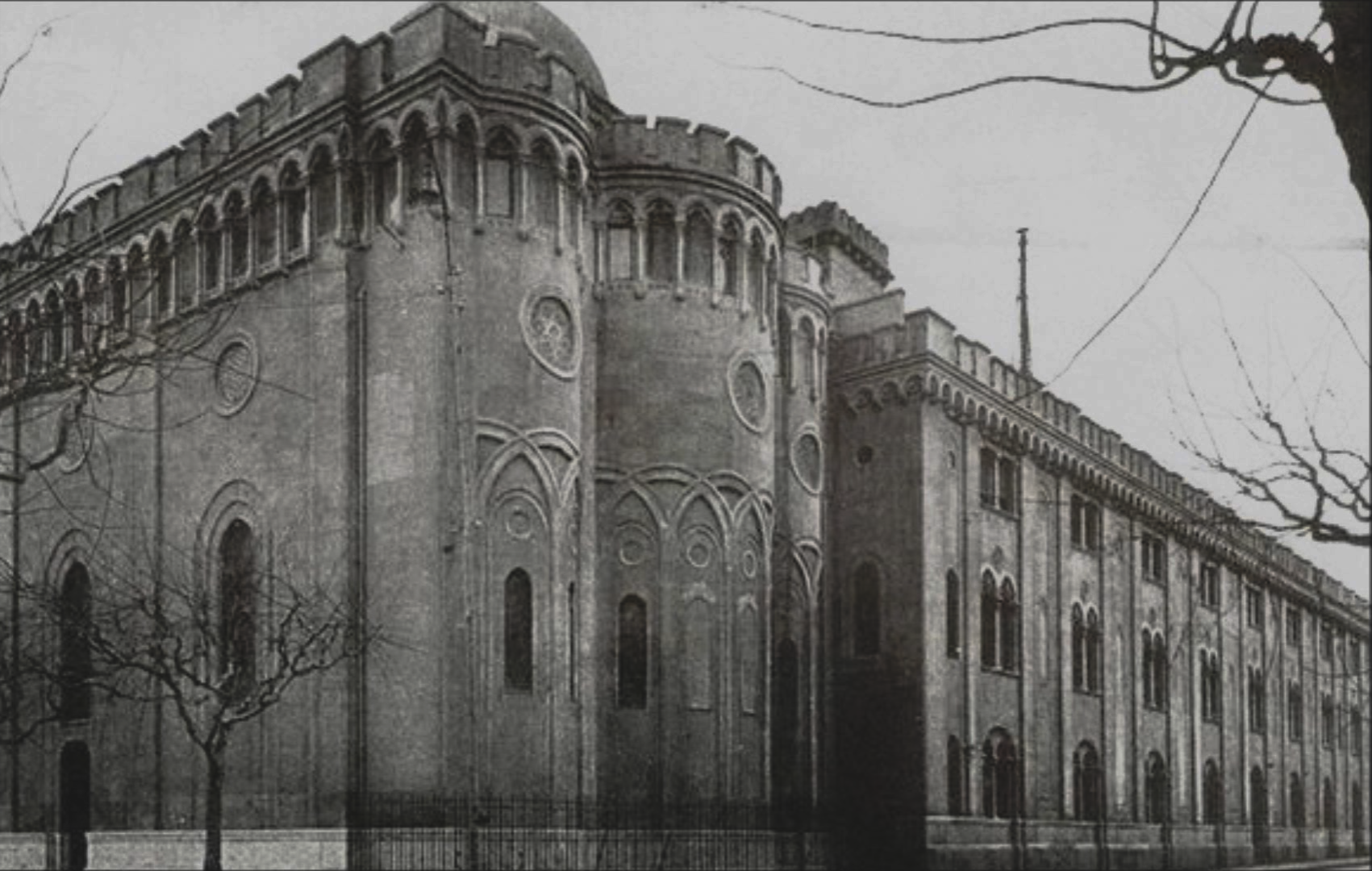
Il Collegio dei Gesuiti

### Palazzo delle Cariatidi
Era uno degli esempi più significativi dell'architettura eclettica di Messina. Il suo nome era ispirato alla presenza di imponenti figure scolpite poste ai lati della facciata, chiamate appunto "Cariatidi". Lo stile dell’edificio richiamava l'architettura neorinascimentale. Negli anni Settanta, la sua storia si concluse con la demolizione, sostituito dall’ennesima costruzione moderna.

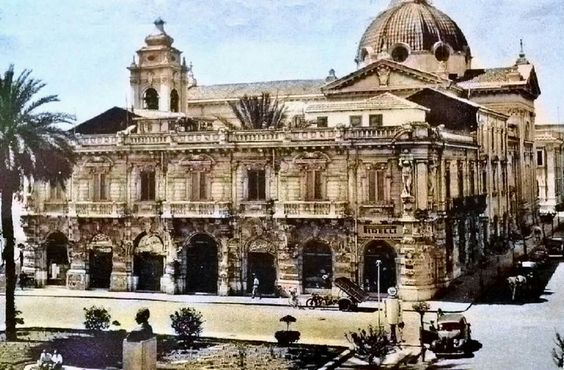
Palazzo delle Cariatidi

### Villa Costarelli
Costruita nell'Ottocento su progetto dell’architetto Leone Savoia, fu demolita per lasciare spazio, all’interno dei suoi ampi giardini, a un complesso residenziale, realizzato in una zona che all’epoca si trovava quasi ai margini della città, ovvero la litoranea nord.

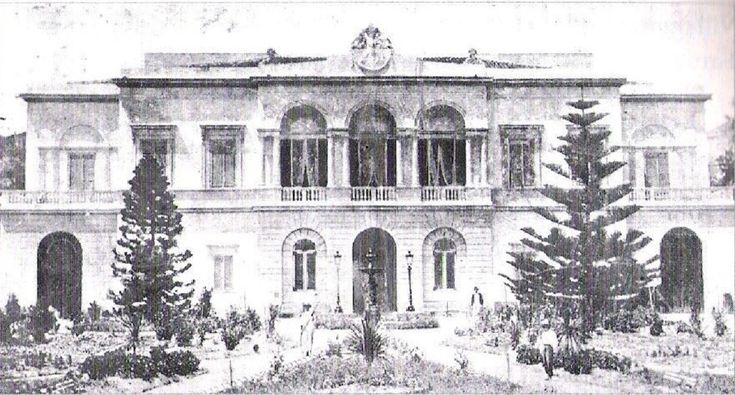
Villa Costarelli

### Torre Vittoria
La Torre Vittoria si ergeva sul colle della Caperrina e fu inglobata nel sistema difensivo di Messina durante la fortificazione militare voluta da Carlo V. Probabilmente costruita su una struttura preesistente, la torre fu lasciata in stato di degrado fino alla sua demolizione, avvenuta per fare spazio a un complesso abitativo realizzato nel XX secolo.

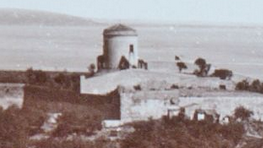
La Torre Vittoria sul colle della Caperrina

### Cine-Teatro Savoia
Si trovava in Via Natoli, all'angolo con la via XXVII Luglio. Fu demolito nel 1970.

## Altre conseguenze del sacco edilizio
Fino a qualche decennio fa, dalle strade e dalle piazze di Messina era possibile vedere i santuari situati sulle alture della città, come il Santuario della Madonna di Montalto, il Sacrario di Cristo Re e il Santuario della Madonna di Pompei, e allo stesso modo dall'intera circonvallazione era possibile avere una visuale limpida dello Stretto di Messina; in entrambi casi si trattava di un bel colpo d'occhio. Tuttavia dal secondo dopoguerra fino ai giorni nostri, il numero di edifici di diversi piani costruiti sulle colline salì incredibilmente, impedendo la visibilità dei santuari collinari dalle zone della città bassa e, in alcuni punti sopraelevati, la visuale sullo Stretto.

## Gli edifici mai salvati nel post-terremoto
Nonostante i privati abbiano speso quantità ingenti di denaro per l'abbattimento di numerosi edifici storici e la costruzione di altrettanti edifici comuni, altre opere di pregevole rilievo storico e architettonico di Messina, erano in attesa di restauro o di ricostruzione nel periodo post-terremoto, ma tale provvedimento per tali edifici non fu mai preso, né dai privati, né dagli enti pubblici. Tra queste il Palazzo del Monte di Pietà, edificio del XVII secolo la cui parte frontale è tutt'ora senza un piano e della parte posteriore è rimasta quasi solo la facciata. Altro caso eclatante è quello della Palazzata di Giacomo Minutoli, opera unica al mondo, lunga oltre 1500 metri, che costeggiava l'intero porto di Messina. Venne demolita l'anno dopo il terremoto perché considerata irrecuperabile, ma a distanza di oltre un secolo, c'è chi pensa che ci fossero le condizioni per recuperarla ed il dibattito sulla fattibilità di una ristrutturazione all'epoca del disastro è ancora molto acceso. Lo spazio su cui sorgeva, venne lasciato libero fino agli anni 30, poiché si stava prendendo in considerazione l'idea di ricostruirne una parte, anche se con altri stili. Vennero fatti numerosi progetti tra cui quello della Palazzata di Luigi Borzì mai realizzato, e quello della Palazzata di Giuseppe Samonà, Guido Viola, Camillo Autore e Raffaele Leone, realizzato solo in un isolato. Nel 1959 nei punti dove sarebbe dovuto sorgere il resto della nuova Palazzata, furono invece costruiti degli anonimi palazzi in stile razionalista, completamente scollegati dal contesto architettonico preesistente e ancor più lontani da quella che avrebbe dovuto essere.